# دی‌یدوهیدروکسی‌پروپان
دی‌یدوهیدروکسی‌پروپان (به انگلیسی: Diiodohydroxypropane) با فرمول شیمیایی C
۳H
۶OI
۲ یک ترکیب شیمیایی با شناسه پاب‌کم ۶۸۲۹۵ است. که جرم مولی آن 311.8881 g mol−۱ می‌باشد. 